# Pseudocheirus
Genre
Pseudocheirus est un genre de marsupiaux de la famille des Pseudocheiridae, et regroupant 7 espèces :
- Pseudocheirus canescens
- Pseudocheirus caroli
- Pseudocheirus forbesi
- Pseudocheirus herbertensis - Queue zébrée du fleuve d’Herbert
- Pseudocheirus mayeri - Pygmée à queue zébrée
- Pseudocheirus occidentalis - Possum à queue en anneau occidental
- Pseudocheirus peregrinus - Ringtail de Queensland (Photo)
- Pseudocheirus schlegeli